# Ляпас (телефільм)
Ляпас (англ. The Slap) — це американський телевізійний фільм, знятий за однойменним австралійським телефільмом, який, в свою чергу, був знятий за однойменним романом 2008 року Крістоса Цолкаса. Серіал складається з восьми частин, кожна з яких присвячена одній з дорослих дійових осіб та супроводжується коментарями від третьої особи. Прем'єра в США відбулася 12 лютого 2015 року на телеканалі NBC.

## Сюжет
Події цієї сімейної драми розгортаються навколо інцидента на вечірці з нагоди дня народження Гектора (Пітер Сарсгаард), коли двоюрідний брат Гектора Гаррі (Закарі Квінто) дає ляпаса маленькому хлопчику за вельми погану поведінку, при цьому, не маючи жодних родинних стосунків з цим хлопчиком. Цей ляпас сколихує цілий вир пристрастей між родичами та друзями, виявляє глибоко приховані таємниці та випробовує етичні цінності кожної присутньої на вечірці людини.

## Актори та дійові особи
- Пітер Сарсгаард — Гектор
- Тенді Ньютон — Аіша, дружина Гектора
- Ешлі Ауфдархайді — Мелісса, дочка Гектора і Аіши
- Халід Алзума — Адам, син Гектора і Аіші
- Закарі Квінто — Гаррі, двоюрідний брат Гектора
- Марін Айрленд — Сенді, дружина Гаррі
- Оуен Тензер — Рокко, син Гаррі і Сенді
- Томас Садоскі — Гері, знайомий Гектора
- Мелісса Джордж — Розі, дружина Гері
- Ділан Шомбінг — Хьюго, син Гері і Розі
- Брайан Кокс — Маноліс, батько Гектора
- Марія Туччі — Коула, мати Гектора
- Макензі Лі — Конні, нянька
- Лукас Геджес — Річі Жоану, друг Конні
- Ума Турман — Анук, подруга дитинства Гектора
- Пенн Беджлі — Джемі, коханець Анук
- Віктор Ґарбер — голос за кадром